# Marko Wowczok
Marko Wowczok (ukr. Марко Вовчок), właśc. Marija Ołeksandriwna Wilinska (ur. 10 grudnia?/22 grudnia 1833, zm. 28 lipca?/10 sierpnia 1907) – ukraińska pisarka.

## Życiorys
Przedstawicielka szkoły realistycznej w prozie ukraińskiej drugiej połowy XIX wieku. Wywodziła się z rodziny drobnej szlachty, pielęgnującej tradycję, co miało wpływ na ukształtowanie się jej późniejszej osobowości, już wtedy miała styczność z wybitnymi pisarzami i folklorystami.
W latach 1851–1858 mieszkała w Czernihowie, Kijowie, Nemyrowie, potem przeprowadziła się do Petersburga, gdzie poznała Tarasa Szewczenkę (który wysoko oceniał jej twórczość) oraz inne osobowości ze świata kultury, w tym byłych członków Bractwa Cyryla i Metodego (Wasyl Biłozerski, Mykoła Kostomarow, Pantełejmon Kulisz).
Od 1859 roku przebywała w Paryżu, brała aktywny udział w tamtejszym życiu kulturalnym. Znaczącą rolę w formowaniu jej estetycznych horyzontów odegrał M. Dobrol’ubow, Wowczok utrzymywała także kontakty z czeskimi i polskimi artystami. Po 1867 roku powróciła z Francji, zajmowała się działalnością dziennikarską i wydawniczą oraz pracą translatorską.
Jej działalność literacką inauguruje wydanie w 1857 roku zbioru „Narodni opowidannia”, w skład którego wchodzą utwory napisane w okresie pobytu w Nemyrowie: „Sestra”, „Kozaczka”, „Czumak” o tematyce społecznej i problemach wsi pańszczyźnianej. Antypańszczyźniany charakter ma utwór „Instytutka” (1859), dedykowany Tarasowi Szewczence.
W pierwszych latach pobytu za granicą powstają opowiadania: „Łedaszczycia” i „Projdyswit”, opowiadanie „Dwa syny” (1861). W tym okresie Wowczok zbliża się do gatunku powieści psychologicznej: „Try doli”, powieści historycznej oraz pisze opowiadania dla dzieci: „Karmeluk”, „Newilnyczka”, „Marusia”. Pisarka tworzy gatunek bajki o charakterze społeczno-obyczajowym: „Dewjat’ bratiw i desiata sestryczka Hala”. Część ww. utworów weszła w skład drugiego zbioru opowiadań wydanego w Sankt Petersburgu w 1862 roku. W języku rosyjskim powstają: „Żyli da byli tri siestri”, „Czerwonyj korol'”, „Głuchoj goradak”. Na język rosyjski przełożyła wiele utworów z języka francuskiego, angielskiego, polskiego i niemieckiego.
Marko Wowczok wniosła do literatury ukraińskiej utwory reprezentujące gatunki z pogranicza prozy społecznej. Część utworów już za życia autorki cieszyła się ogromną popularnością, jak chociażby adresowana do dzieci „Marusia”, przełożona na kilka języków.